# 大久保进
大久保进(英語：Susumu Okubo, 1930年3月2日—2015年7月17日)是一位日裔美国物理学家，主要攻于理论物理方向。

## 生平
1952年毕业于东京大学，1958年毕业于罗彻斯特大学，在美国物理学家罗伯特·马沙克指导下完成博士论文。1959年至1960年在那不勒斯腓特烈二世大学博士后工作。1960年至1961年任职于欧洲核子研究组织， 1962年起任职于罗彻斯特大学，1964转为正式教授，1996年退休获得终生教授称号。
他主要擅长理论物理方向，以盖尔曼-大久保质量公式著称。

## 荣誉
2005年荣获美国物理学会颁发的樱井奖。

## 著作
- Introduction to Octonion and Other Non-Associative Algebras in Physics. Cambridge University Press, 1995